# Regalia du royaume des Pays-Bas

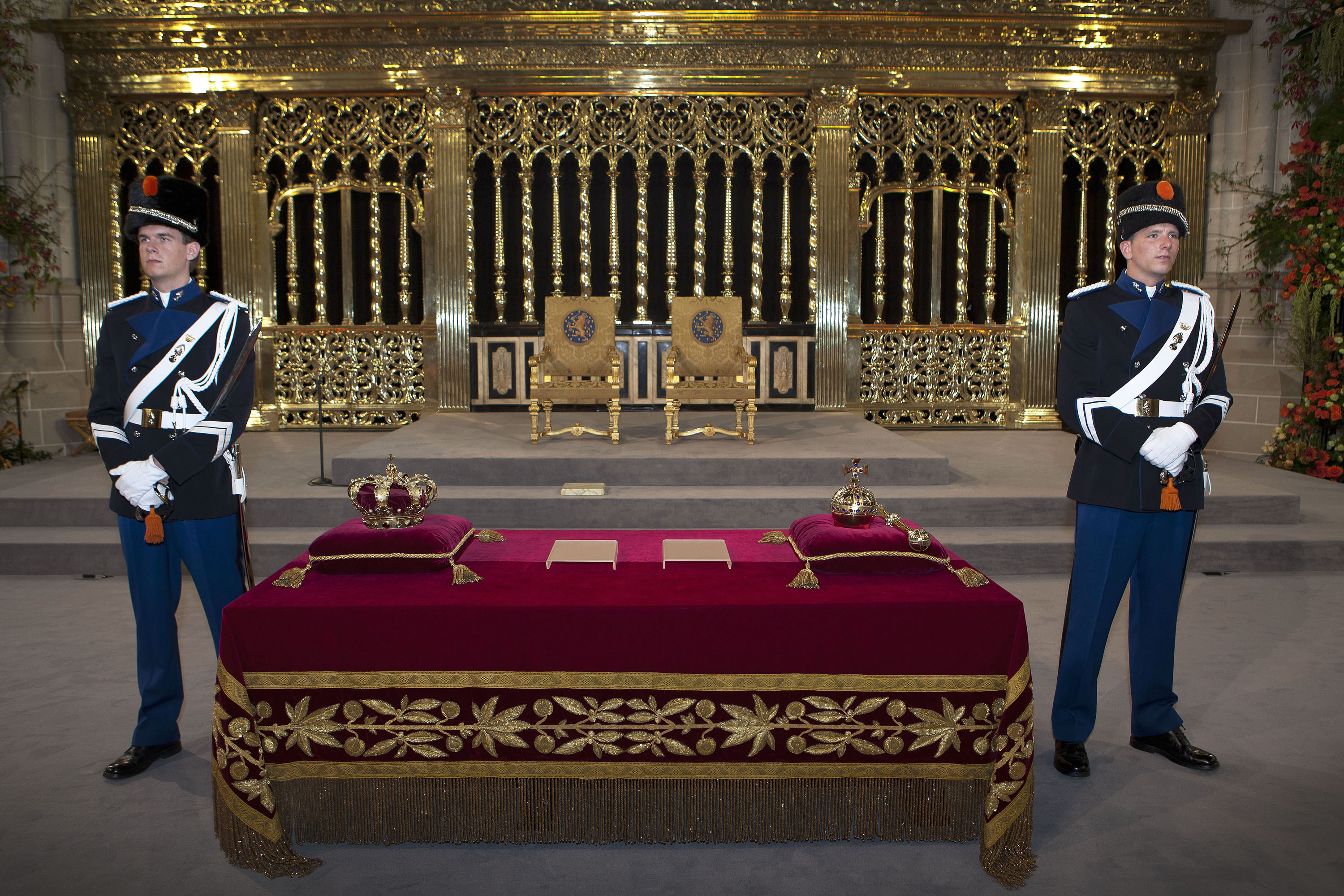
La couronne, le sceptre et l’orbe (régalia des Pays-Bas), sur la crédence, en 2013.

Les regalia du royaume des Pays-Bas sont relativement nouveaux puisqu'ils ont été établis par le roi Guillaume II en 1840. Auparavant, des regalia plus modestes en argent avaient été établis par le roi Guillaume Ier en 1815.

## Symboles
Les regalia des Pays-Bas sont les suivants :
- la couronne, symbolisant la souveraineté du royaume des Pays-Bas, qui se compose des Pays-Bas en Europe occidentale et des trois territoires de Curaçao, Saint-Martin et Aruba. Elle symbolise aussi la dignité du souverain en tant que chef de l’État. Elle fut fabriquée par l'orfèvre amstellodamois Bonebakker. Elle se compose d'argent doré, orné de pierres colorées et d'imitations de perles[2].
- le sceptre, symbolisant l'autorité du monarque. Il a été fabriqué par le joaillier royal Meiker, de La Haye[3].
- l'orbe, symbolisant le territoire souverain. Il a été fabriqué par le joaillier royal Meiker, de La Haye[3].
- l'épée d'État, représentant le pouvoir du monarque,
- le gonfalon d'État (Rijksvaandel ou Rijksbanier)[4]. Le dessin a été fait par Batholomeüs Johannes van Hove[5].

Tous ces objets dont le manteau de couronnement ne sont utilisés que lors de l’intronisation du monarque et ont été donnés par Juliana à la Fondation Regalia de la maison d'Orange-Nassau. Ces régalias (à part le manteau d'hermine), ne sont nullement portés. Ils sont présents devant le futur souverain, lors de son intronisation, comme simples symboles.

## Sources
- (en) Cet article est partiellement ou en totalité issu de l’article de Wikipédia en anglais intitulé « Dutch Royal Regalia » (voir la liste des auteurs).

## Compléments